# 竹内清明
竹内 清明（たけうち せいめい、1858年5月4日（安政5年3月21日） - 1929年（昭和4年）12月24日）は、明治から大正時代の政治家、実業家、新聞経営者。衆議院議員（1期）。

## 経歴
弘前藩士・竹内多作の長男として弘前城下（現青森県弘前市）に生まれる。廃藩後、一家は南津軽郡浅瀬石村（現黒石市）へ移住する。ついで黒石町に住んだ。1877年（明治10年）召募巡査として西南戦争に参加し、その帰郷の際に政治家を志した。1886年（明治19年）黒石の政治結社益友会の常任書記に任じた。ほか、東津軽郡書記、戸長、山形村長、南津軽郡会議員、同参事会員などを歴任した。
1908年（明治41年）5月の第10回衆議院議員総選挙では青森県郡部から出馬し当選。衆議院議員を1期務めた。当時、青森県の政党人はほとんどが国民党に属していたが、後進県からの脱却を願い1911年（明治44年）国民党県支部を解散し、立憲政友会への入党を主導した。1912年（明治45年）には政友会の青森県主幹となった。政友会総裁の原敬からの信頼を得、五能線の開通、岩木川の改修、青森築港、八戸鮫港修築、県農業試験場の誘致など多くの事業を進めた。県政会の実力者として名を馳せ、「私設知事」とも呼ばれた。
ほか、1886年（明治19年）南津軽郡牡丹平村（山形村を経て現黒石市）にリンゴ園を開き経営、1898年（明治31年）川内村宿野部（川内町を経て現むつ市）を開墾し稲作を行うなど殖産にも尽力した。さらに財界でも活躍し、山形村信用販売購買利用組合長、北東証券社長、集成銀行取締役などを務めたほか、青森日報を創刊した。